# Yuechi
Yuechi  (en chino, 岳池; pinyin, Yuèchí) es un condado  bajo la administración directa de la Prefectura Guang’an en la Provincia de Sichuan, República Popular China.  Su área es de 1478 km² y su población total para 2010 superó los 780 mil habitantes.

## Administración
Desde julio de 2023, el  Condado Yuechi  se divide en 27 pueblos que se administran en 2 subdistritos, 23 poblados y 2 villas.

## Toponimia
El topónimo Yuechi se compone de los sinogramas Yue (nombre propio) y Chi que significa 'estanque'. El nombre del condado surge de la combinación de dos referentes geográficos destacados: el monte Anyue (安岳山) y el estanque Siyue (思岳池). Esta región ha sido reconocida históricamente por sus impresionantes paisajes naturales, caracterizados por la presencia de colinas y cuerpos de agua, elementos que influyeron en la elección de su nombre.